# Ардаган (провінція)
Ардаган (тур. Ardahan, рос. Ардахан) — провінція на північному сході Туреччини. Площа 5 576 км². Населення 119 172 чоловік (2007). Адміністративний центр — місто Ардаган. Утворена в 1993 році з північної частини території провінції Карс.